# Cristhiano Aguiar
Cristhiano Motta Aguiar (Campina Grande, 18 de maio de 1981) é escritor, crítico literário e professor.

## Educação e carreira
Mestre em Teoria da Literatura pela Universidade Federal de Pernambuco e doutor em Letras pela Universidade Presbiteriana Mackenzie, atuou como pesquisador visitante na Universidade de Berkeley, nos Estados Unidos. 
Tem livros de contos publicados. sendo o mais recente Gótico nordestino. Foi um dos autores selecionados para a edição Os melhores jovens escritores brasileiros da revista Granta, em 2012. 
Trabalhou no Festival Recifense de Literatura, editou revistas artesanais e foi editor do site Vacatussa. Seus textos foram publicados na Inglaterra, Estados Unidos e Argentina[carece de fontes?].

## Obras publicadas
- 2006 - Ao lado do muro (Dinâmica, artesanato) - Contos
- 2010 - Os justos (Moinhos de Vento, edição artesanal) - Contos
- 2014 - Recortes de Hannah (Editora Mariposa Cartonera)
- 2017 - Narrativas e espaços ficcionais: uma introdução (Editora Mackenzie)
- 2018 - Na outra margem, o Leviatã (Editora Lote 42) - Contos
- 2020 - Trilogia da Febre (Editora Vacatussa)
- 2022 - Gótico nordestino (Companhia das Letras) - Contos .